# 新川幼稚園
新川幼稚園（しんかわようちえん）は、学校法人養和学園が運営する札幌市北区新川にある幼稚園。1964年12月設立。

## 教育目標
- 健康で心豊かな子ども
- よく見て、聞いて、感じて、考える子ども
- 言葉や行動で自分の思いを表現する子ども
- 他人のことや物事に想像力や思いやりが持てる子ども

## 基本方針
- 安全で衛生的な環境の中で、子どもが健康で情緒の安定した生活を図る。
- 自己を十分に発揮しながら人間形成の基礎を培い生きる力が育つ保育内容の実践。

## 姉妹園
- 学校法人養和学園　前田幼稚園

## 1日の流れ
- 08:30　登園、外遊びなど
- 10:00　朝の集まり
- 10:30　設定保育
- 11:45　給食・お弁当、歯磨き
- 13:00　絵本
- 14:00　降園